# Global Adventurer (schip, 1952)
De Global Adventurer was een kraanschip van Heerema. Het werd in 1952 bij Caledon Shipbuilding & Engineering Company in Dundee gebouwd als de olietanker Sunnaas voor Skibs A/S Nanset.
In 1963 werd het schip bij Verolme Dok en Scheepsbouw Maatschappij omgebouwd tot kraanschip. Hierbij werd een American Hoist R-40 kraan geplaatst met een capaciteit van 200 shortton. Dit was een nieuw concept voor de offshore, waar tot dan toe gebruik werd gemaakt van pontons met daarop een kraan. Pieter Schelte Heerema ging ervan uit dat dit type kraanschip beter geschikt was voor de weersomstandigheden op de Noordzee.
Nadat op 29 mei 1959 in Kolham de Slochterse gasbel werd ontdekt, rees het vermoeden dat ook in de Noordzee aardgas zou zijn te vinden en de grote oliemaatschappijen begonnen aan een zoektocht. Heerema was niet de enige aannemer die hier op afkwam, ook Brown & Root zag hier een nieuwe markt ontstaan, maar had op de Noordzee geen materiaal. Zij hadden al samengewerkt op het Meer van Maracaibo en gingen nu een joint-venture aan waarin de Global Adventurer werd ingebracht.
Heerema was mede-aandeelhouder van de Reclame Exploitatie Maatschappij (REM) dat plannen had om buiten de territoriale wateren commerciële radio- en televisie-uitzendingen te verzorgen. Hiertoe werd op de Verolme Cork Dockyard een platform gebouwd. Tijdens het laden in Cork op 16 mei 1964 bezweek de walkraan en een deel ervan viel op de Global Adventurer. Uiteindelijk werd de installatie van het REM-eiland echter voltooid op 5 juni.
Al voordat het Verdrag inzake het continentale plateau op 10 juni 1964 in werking trad, gaf de Duitse overheid in 1963 concessies aan Deutsches Nordsee-Konsortium, een consortium van tien maatschappijen met Amoco Hanseatic als operator. Deze liet de Mr. Louie en de Mr. Cap proefboringen doen in de Duitse Bocht, waarbij Nordsee B-1 de eerste put was die gas produceerde, al was dit niet commercieel door het hoge gehalte stikstof. Brown & Root-Heerema werd gevraagd hierbij te assisteren en plaatste zo in een waterdiepte van 36 meter in april 1964 met de Global Adventurer een boorputbeschermingsplatform gebouwd door de RDM. In totaal werden er in 1964-65 zo elf platforms gebouwd, mede gebouwd door De Groot Zwijndrecht. In die winter was het weer te slecht op de Noordzee en werd bij Sidra in Libië een eenpunts-meersysteem (SBM) geïnstalleerd voor een pijpleiding gelegd door de L.E. Minor.
De joint-venture bevatte weinig bepalingen over strategie en verantwoordelijkheden en zo ontstond wrijving tussen Heerema en Brown & Root. Uiteindelijk resulteerde dit in 1966 in de beëindiging van de joint-venture, waarbij Heerema werd uitgekocht onder het beding dat hij twee jaar lang geen kraanschepen mocht exploiteren.
Brown & Root beschikte nu over de Global Adventurer en de Atlas en daarmee een dominante positie op de ontluikende Noordzee-markt, een positie die versterkt werd met onder andere de Hercules en de Hugh W. Gordon. Pas enkele jaren later zou er serieuze concurrentie bijkomen, waaronder opnieuw Heerema met in het begin de Challenger.
In mei 1973 verdween de Global Adventurer van de Noordzee en ging in Angola aan het werk. In 1975 werd het schip gesloopt in Kaohsiung.